# Tambor Vargas
José Santos Vargas conocido popularmente como Tambor Vargas (Oruro, 28 de octubre de 1796-desaparecido en 1853) fue un militar y escritor boliviano, que se hizo conocido principalmente por la redacción de su diario personal como tamborista de los ejércitos independentistas de la incipiente Bolivia. Se había enrolado inicialmente como tamborista, ganándose el mote de «Tambor Vargas» en las guerrillas de Ayopaya y Sica Sica, con el propósito de conseguir una posición privilegiada para narrar los hechos que sucedían en torno a los enfrentamientos bélicos.
Su imagen figura en los billetes de 10 bolivianos desde abril de 2018.

## Biografía
Nació en Oruro el 28 de octubre de 1766, aunque algunas fuentes indican que fue en 1795. Hijo de Mariano Vargas y María Guadalupe Medrano, quedó huérfano a temprana edad, por lo que fue criado por una tía en Condo Goya, quien falleció cuando tenía catorce años, por lo que su crianza y educación desde entonces corrió a cargo de un tutor que le enseñó a leer. Tenía un hermano que fue sacerdote presbítero, de quien se habría inspirado para escribir sobre las luchas independendistas. Disgustado con el trato que su tutor le daba, huyó hacia Cochabamba, donde trabajó como lector y redactor de cartas de amor hasta los 18 años, cuando pudo enrolarse en las guerrillas patrióticas. Unido a las guerrillas de Ayopaya y Sica Sica, republiquetas, tuvo su bautismo de fuego en febrero de 1815 bajo órdenes del comandante Eusebio Lira. Su posición de tamborista le daba una visión privilegiada de las acciones militares, por lo que le prefirió antes que cualquier otra, lo cual le fue fácil, ya que se trataba de un puesto donde era más susceptible de recibir fuego.
Si bien comenzó como soldado tamborista, Ficfue luego ascendido a teniente de granaderos, y luego a comandante. No existe mayor información de sus actuaciones militares ni de su vida personal que las registradas en su diario, salvo que posteriormente, una vez nacida Bolivia como tal intentó publicar su diario, en el que fue trabajando hasta su presumible muerte en 1853. Sus últimos años los pasó, además como agricultor en Pocuso, un pequeño poblado rural cerca de La Paz. Se casó con Juana Rodrigo, y las fuentes no pueden certificar si realmente tuvo un hijo llamado Gabino.

## Legado
El diario nunca fue publicado —incluso para lograrlo dedicó una versión al presidente Manuel Isidoro Belzu—, a pesar de sus fructuosos intentos  y permaneció olvidado hasta que una versión incompleta fue descubierta por Gunnar Mendoza, director del Archivo y Biblioteca Nacionales de Bolivia, en 1952; en aquella vez, por partes, en la universidad académica de la Universidad San Francisco Xavier. Él mismo luego descubrió de manos de un anticuario la versión final y la publicó comentada finalmente en la Ciudad de México en 1982, de manera completa por la editorial siglo XXI. El manuscrito se encuentra disponible bajo el título «Diario de un comandante de la Guerra de la Independencia» de José Santos Vargas. Aunque muchos historiadores ponen en duda la exactitud de los relatos en cuanto a sus fechas, se estima que sus relatos son fehacientes y lograron que otros líderes bolivianos de la independencia tuvieran mayor reconocimiento, puesto que previa a la aparición del diario solo José Miguel Lanza era considera como el más importante de aquellos.
El descubrimiento de su diario trajo un renovado interés por los sucesos de la independencia y en torno a su figura, que hasta entonces había permanecida olvidada. Numerosas escuelas fueron nombradas en su honor, como así también la banda militar del ejército boliviano en La Paz. Su figura fue utilizada durante las gestiones de Evo Morales como «símbolos indígenas de la independencia», por lo que anunció monumentos en su honor como también la inclusión de su imagen —a través de un retrato imaginario— en los billetes de 10 bolivianos.